# ردا آگورام
ردا آگورام (انگلیسی: Reda Agourram؛ زادهٔ ۱۲ اکتبر ۱۹۹۰) بازیکن سابق فوتبال اهل مراکش است.
وی در تیم‌های ملی فوتبال زیر ۲۰ سال کانادا, جوانان کانادا, کبک، و تیم ملی فوتسال کانادا بازی کرده است.